# Sanktuarium Matki Bożej Miłosierdzia Królowej Polski w Wykrocie-Gadomskich
Sanktuarium Matki Bożej Miłosierdzia Królowej Polski w Wykrocie-Gadomskich – klasztor mniszek klarysek kapucynek, którego częścią jest kościół NMP Matki Miłosierdzia w Wykrocie, konsekrowany w 1999.

## Historia sanktuarium

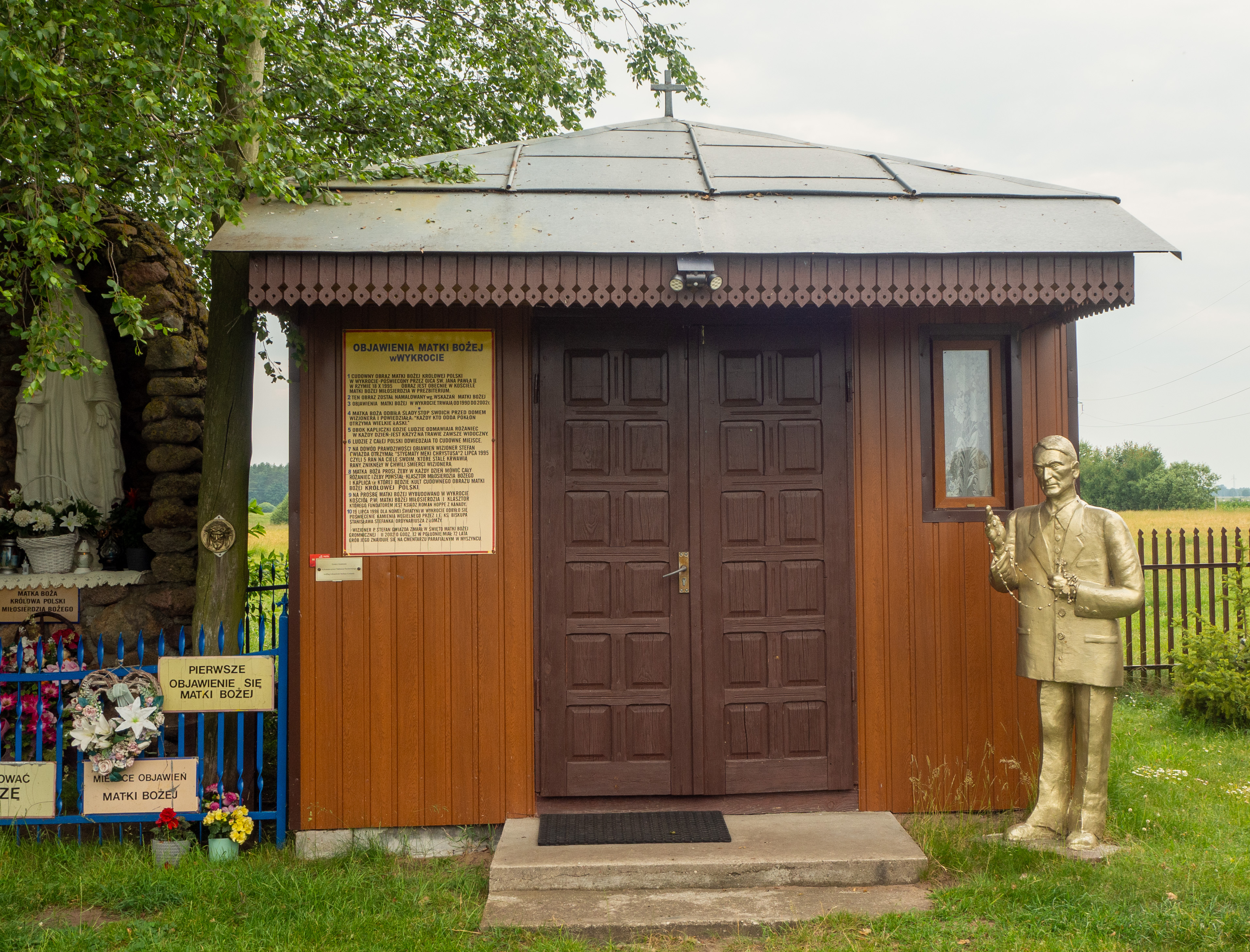
Kapliczka objawień w Wykrocie i figura Stefana Gwiazdy

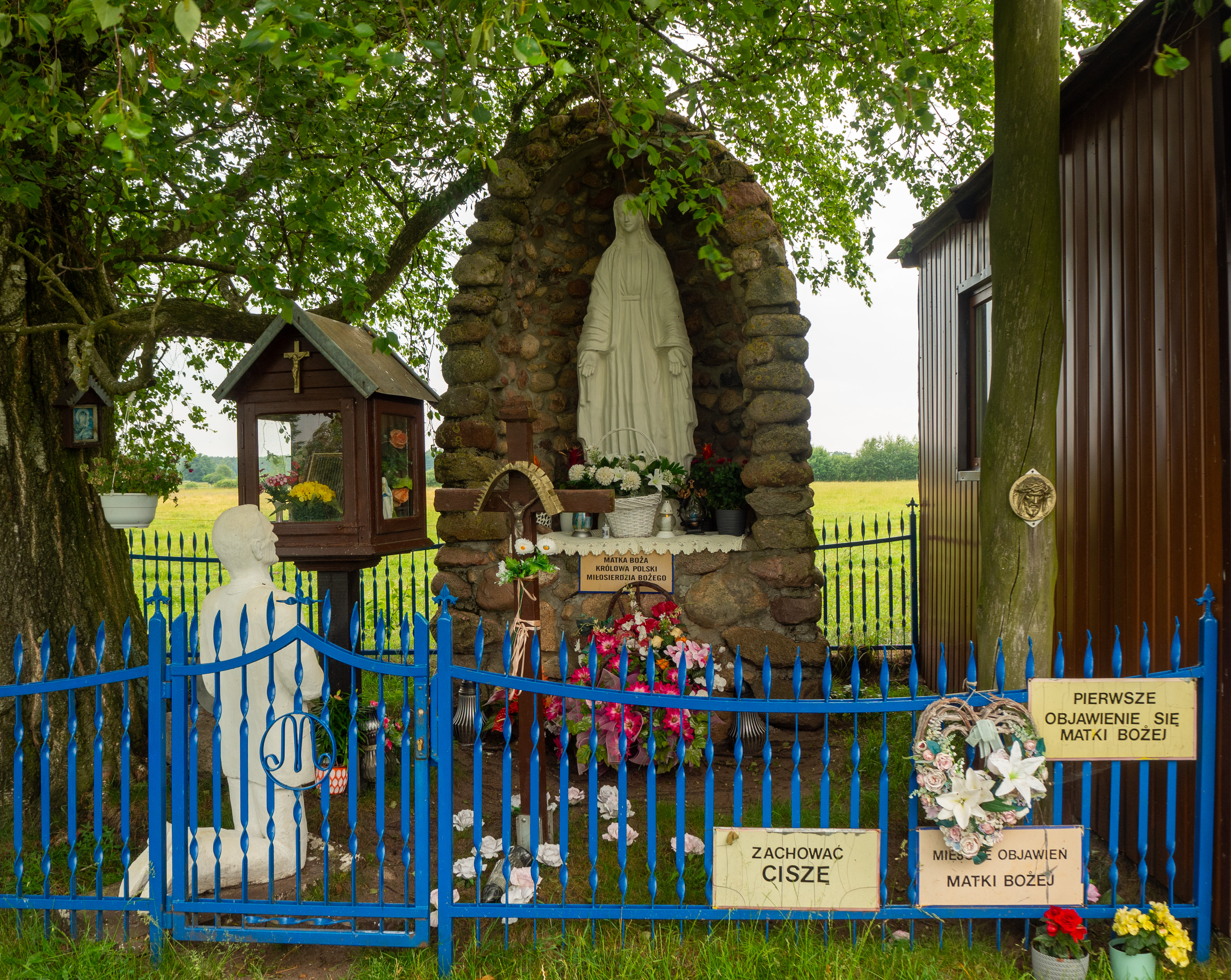
Miejsce objawień

Inicjatorem powstania sanktuarium był Stefan Gwiazda, rolnik z Wykrotu, który w latach 1990–2002 miał doznawać objawień Matki Boskiej i otrzymać od niej 39 orędzi dla ludzkości. Maryja miała mu się objawić na łące we wsi Gadomskie. Według relacji świadków objawień, na łące w trawie pojawiał się też ślad krzyża, a w pobliżu domu Gwiazdów – ślady stóp Maryi. Gwiazda od roku 1995 miał też doświadczać stygmatów.
Objawienia Gwiazdy nie zostały uznane oficjalnie przez władze kościelne, zarzucano też im wtórność wobec książki ks. Stefano Gobbiego pt. Do Kapłanów, umiłowanych synów Matki Bożej. Był też wobec nich początkowo sceptyczny proboszcz parafii Myszyniec, na której terenie znajdował się Wykrot.
W 1993 Gwiazda zaczął na swoim polu budowę kościoła oraz klasztoru, jako pierwszą budując kaplicę klasztorną, w której codziennie w południe odmawiał różaniec. W 1994 w budowę zaangażował się ks. Roman Hoppe, pochodzący z Kanady założyciel Instytutu Miłosierdzia Bożego, który popularyzował orędzia Gwiazdy i przyczynił się do sfinansowania inwestycji. W 1997 opiekę nad terenem budowy objął proboszcz Myszyńca. W lipcu 1998 nastąpiło poświęcenie kamienia węgielnego przez bp Stanisława Stefanka, który też konsekrował kościół w lipcu 1999.
Tradycje objawień w Wykrocie kontynuowano po śmierci Gwiazdy (3 lutego 2002). Wokół sanktuarium skupili się zwolennicy intronizacji Chrystusa na króla Polski, związani z ks. Piotrem Natankiem.
4 października 2020 klasztor został erygowany kanonicznie przez biskupa Janusza Stepnowskiego, zaś jego opatką została wybrana s. Maria Beata Morawska.

## Galeria

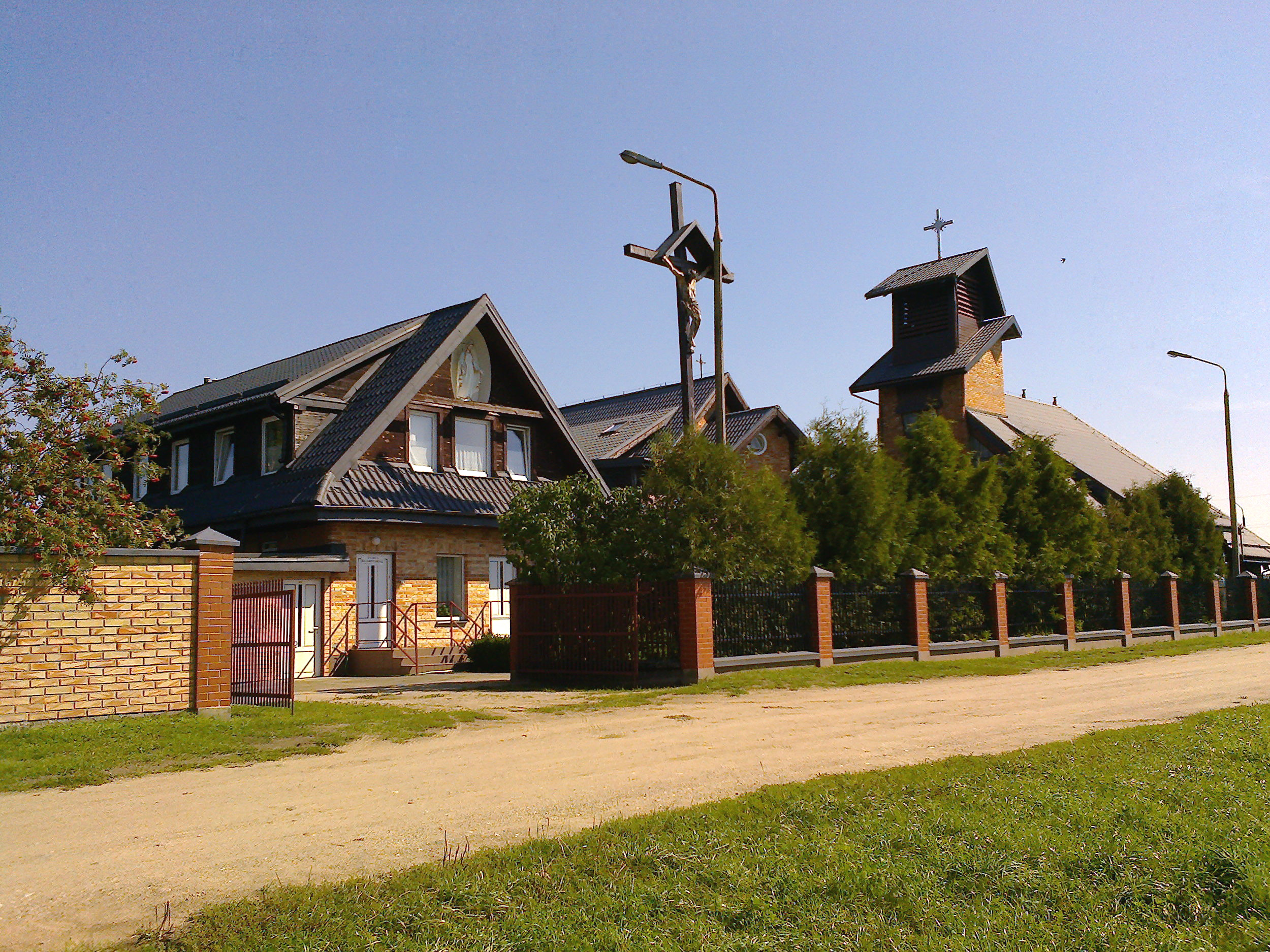
Klasztor od ulicy
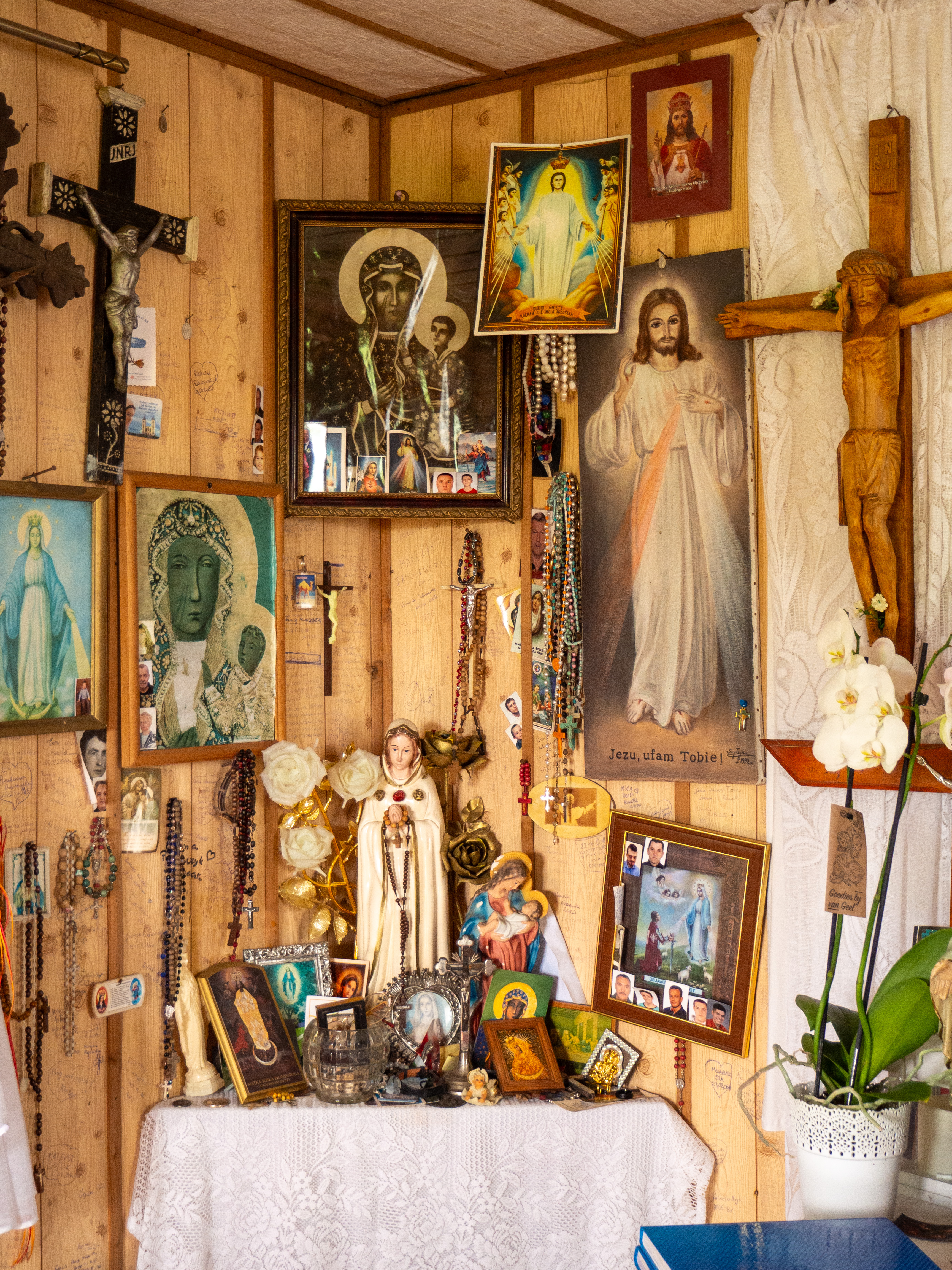
Wnętrze kapliczki objawień
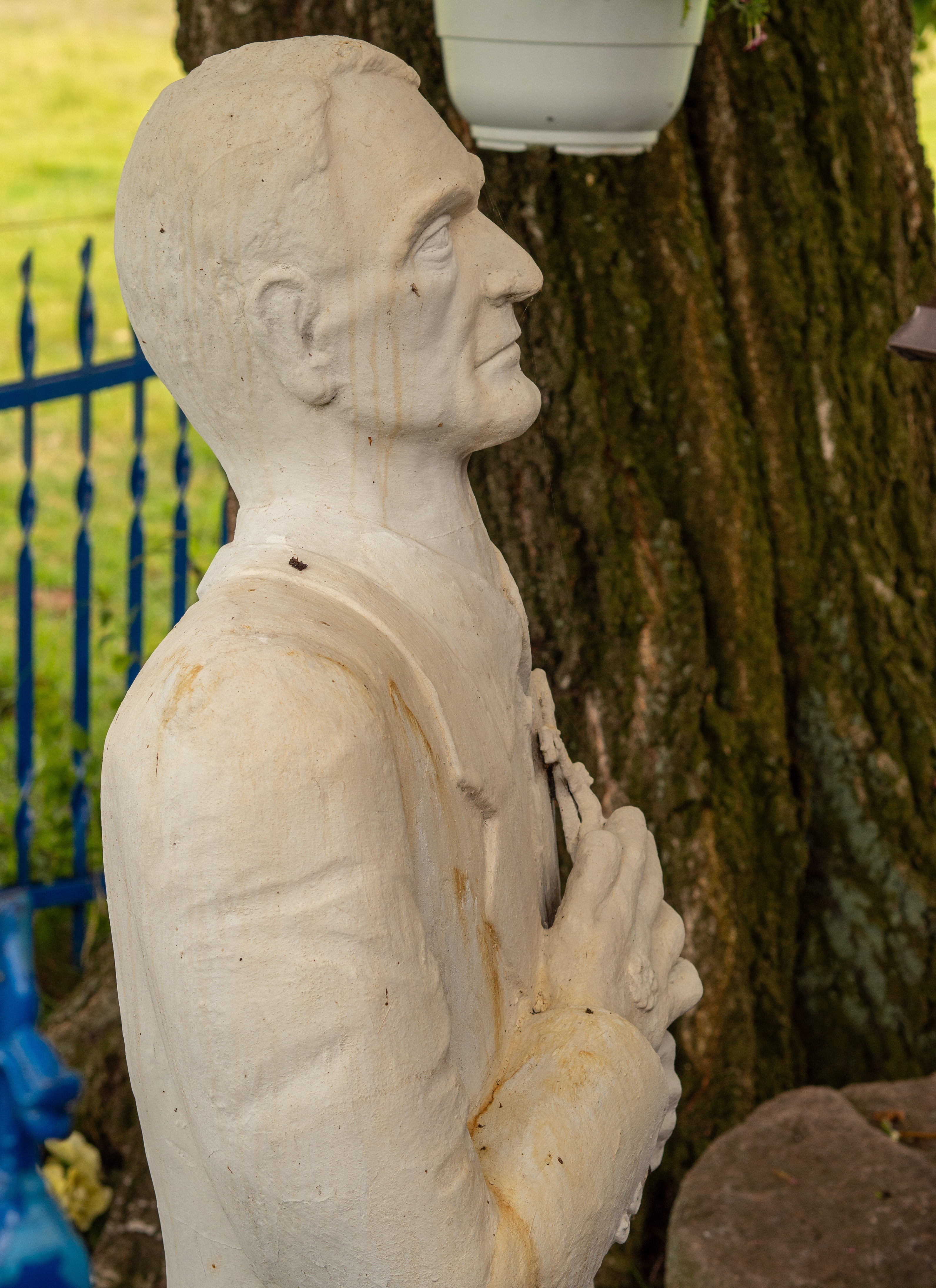
Figura Stefana Gwiazdy przed kapliczką
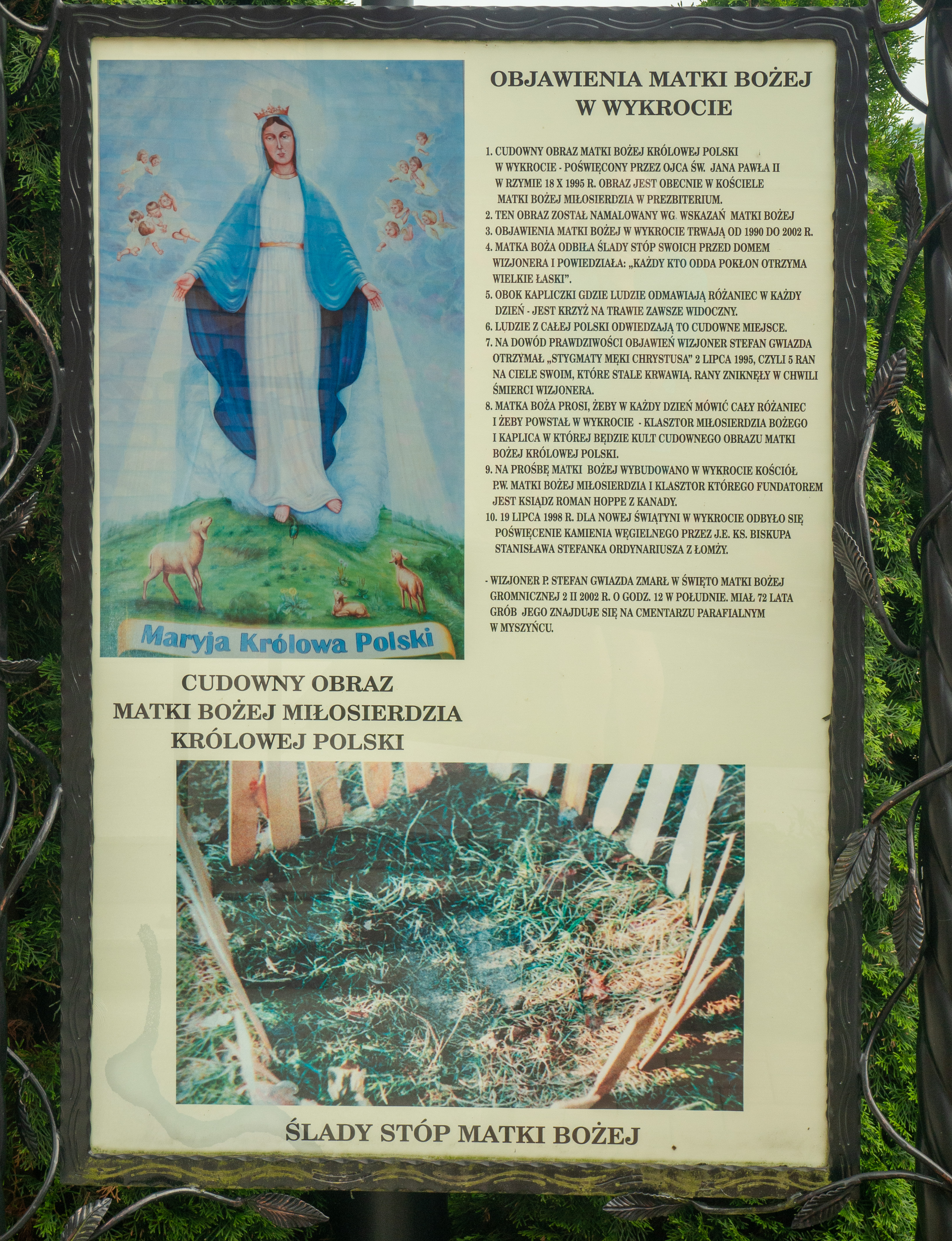
Tablica z historią objawień
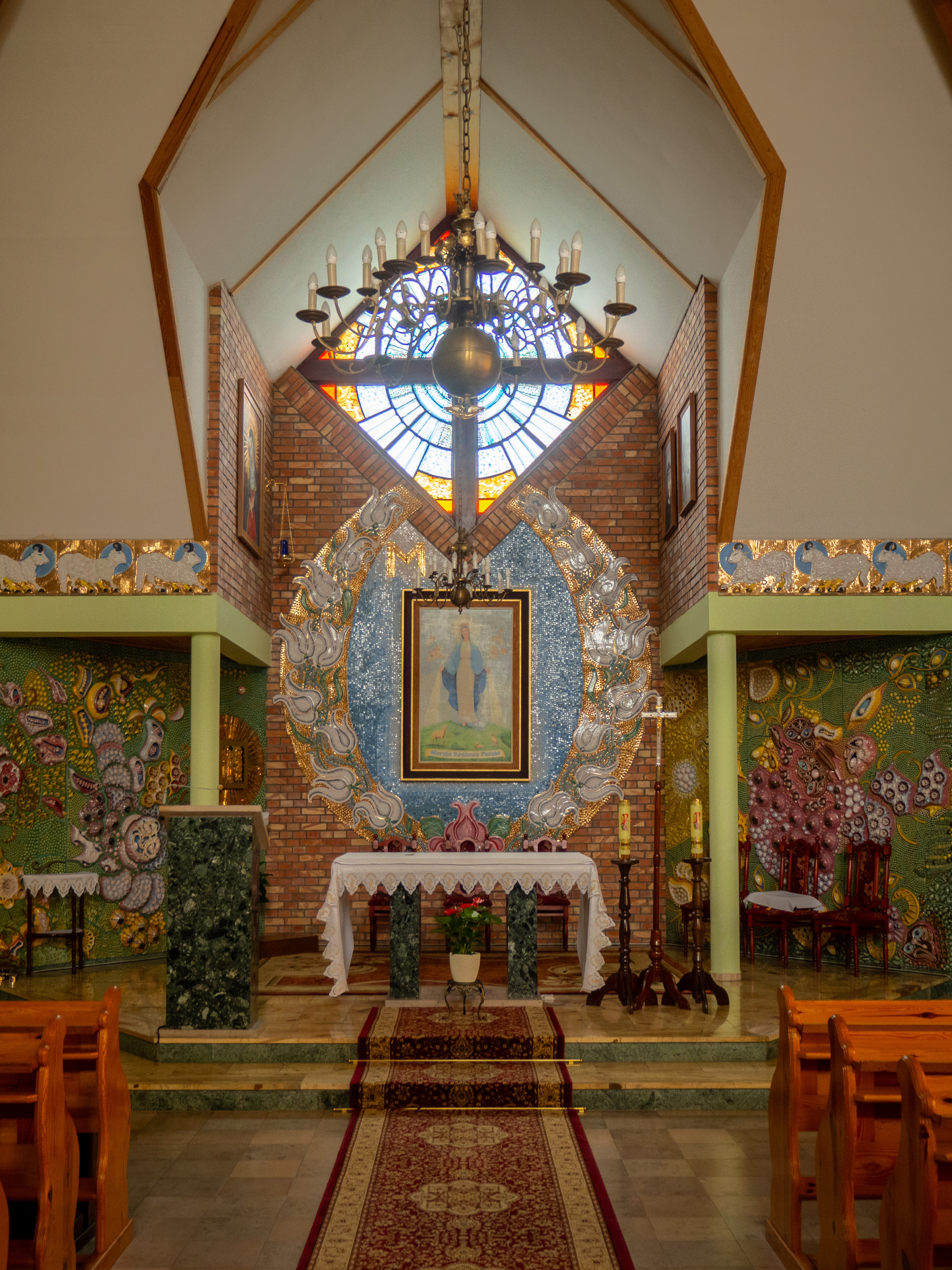
Kościół NMP Matki Miłosierdzia – prezbiterium
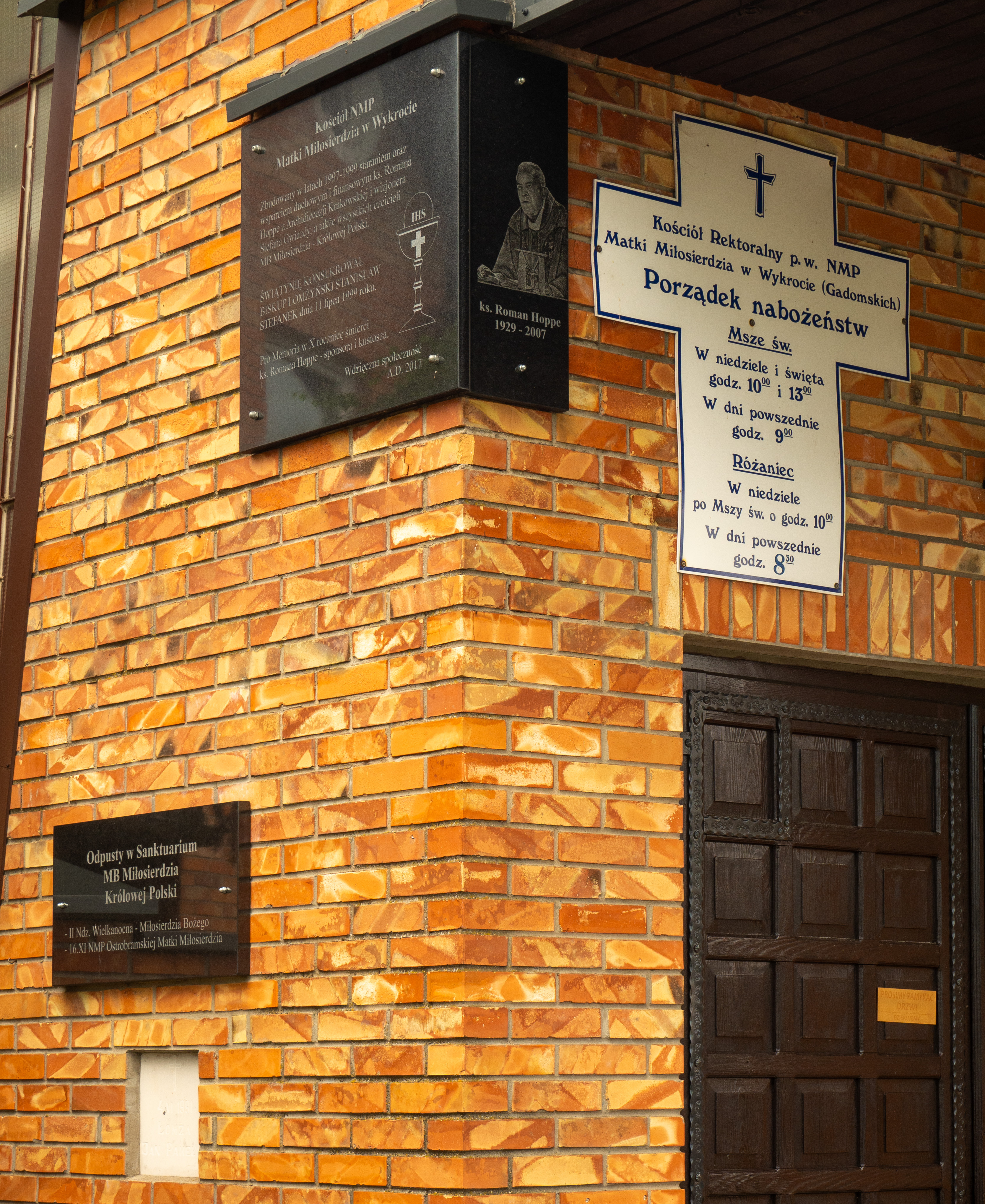
Tablice informacyjne nt. kościoła i sanktuarium
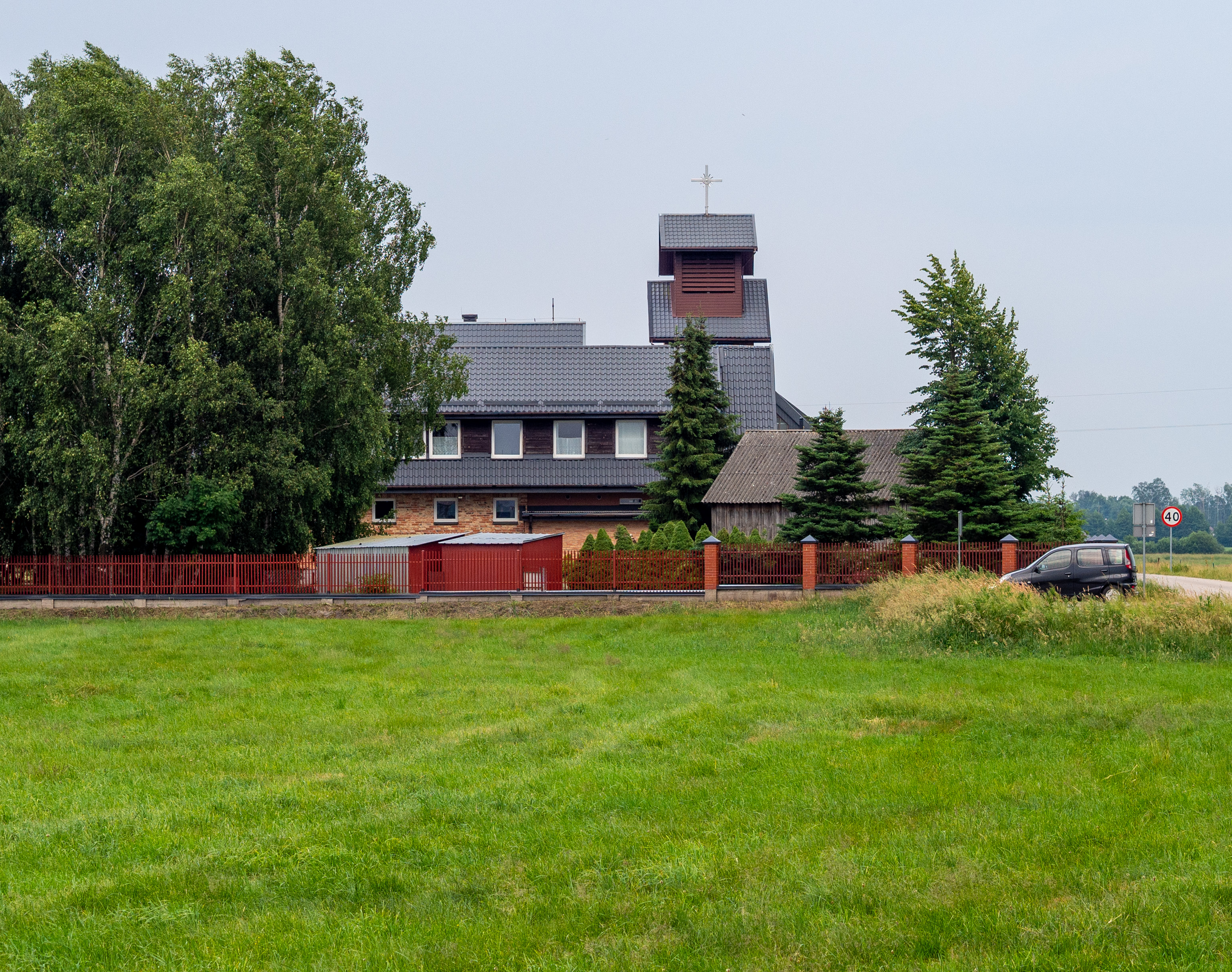
Sanktuarium widoczne z boku
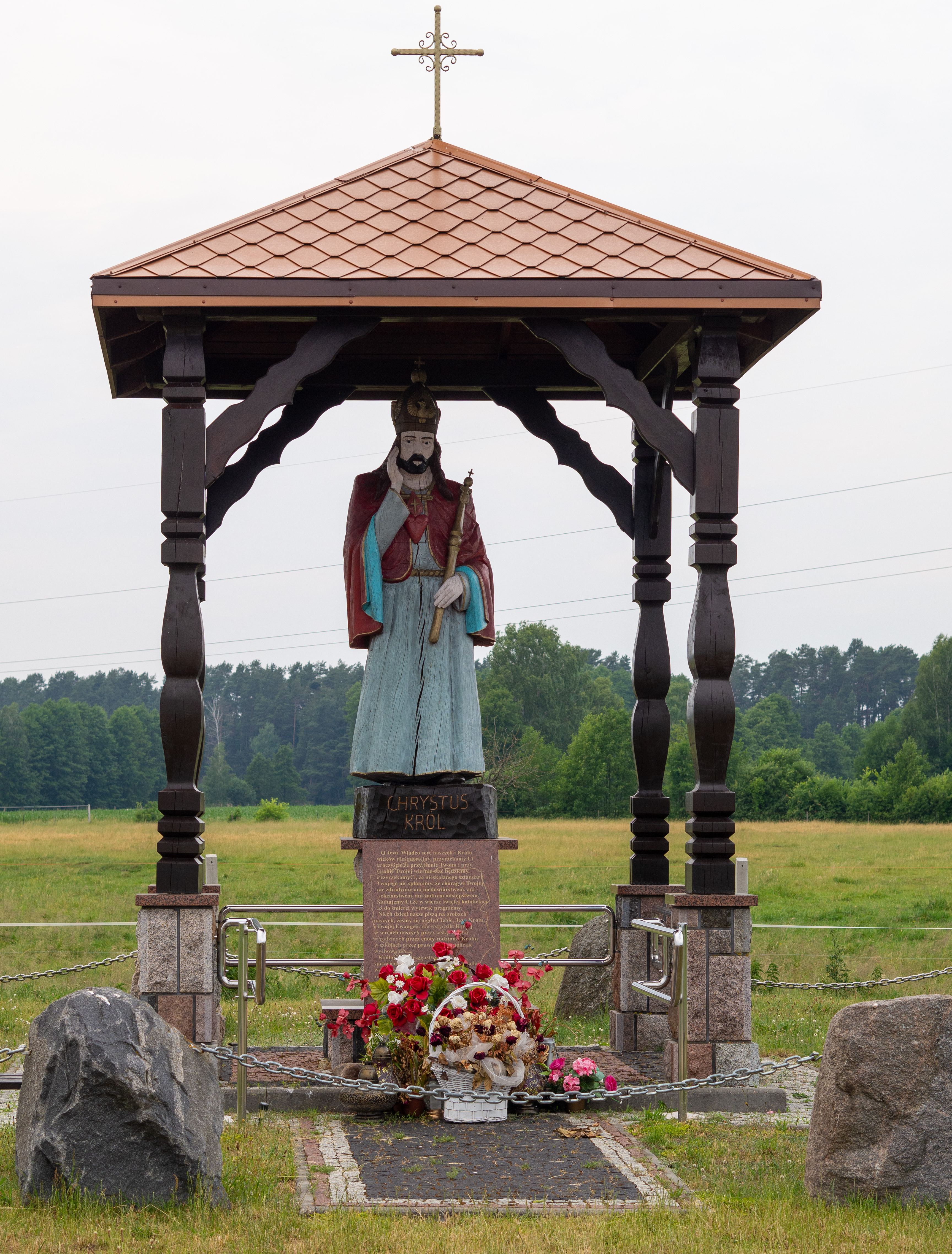
Figura Chrystusa Króla